# My Summer Car
My Summer Car je finský videoherní simulátor řízení vozidel vyvinutý a vydaný společností Amistech Games. Hra byla vydána v předběžném přístupu na platformě Steam v říjnu 2016. Dne 8. ledna 2025 byla hra oficiálně vydána z předběžného přístupu.

## Hratelnost
Hra My Summer Car se odehrává v otevřeném světě fiktivní oblasti Alivieska ve Finsku během léta 1995. Hlavní postavou je mladík, který má rodinný dům jen pro sebe, zatímco jeho rodiče jsou na dovolené na Tenerife. Hráč se pokouší sestavit, opravit a vylepšit auto Satsuma AMP (vzorované podle modelu Datsun 100A). K tomu musí použít autodíly, které jsou v garáži, a příležitostně si objednat příslušenství z katalogu.

## Vývoj a vydání
Vývoj hry, beta a testování hry probíhalo již v prosinci roku 2013. Hra byla vydána 24. října 2016 v předběžném přístupu prostřednictvím programu Steam Greenlight. Od té doby byla hra několikrát postupně aktualizována o nové funkce a přepracována.
Pokračování s názvem My Winter Car bylo původně oznámeno 29. května 2020, ale vydání hry bylo odloženo. V roce 2022 vývojář hry zveřejnil na Steam tajemné informace o možném datu vydání hry.
Dne 30. prosince 2024 byla vydána aktualizace spolu s oznámením, že „hra přechází z předběžného přístupu“ a že se aktivně pracuje na pokračování. Dne 8. ledna 2025 byla hra My Summer Car oficiálně vydána na platformě Steam spolu s vydáním nového herního traileru.
Hra získala všeobecně příznivé recenze a stala se jednou z nejúspěšnějších finských videoher.